# Jan Nepomuk Langhans

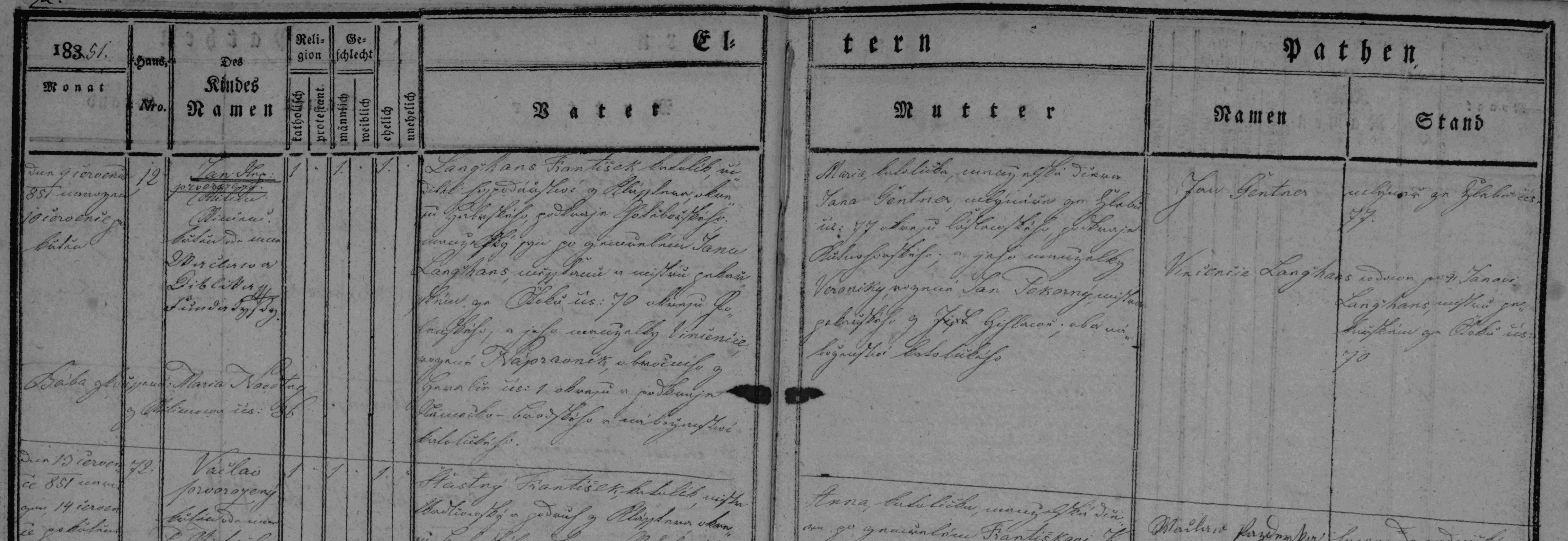
matriční zápis o narození a křtu Jana Nepomuka Langhanse, matrika N 1838-1891 obce Klášter (SOA Zámrsk)

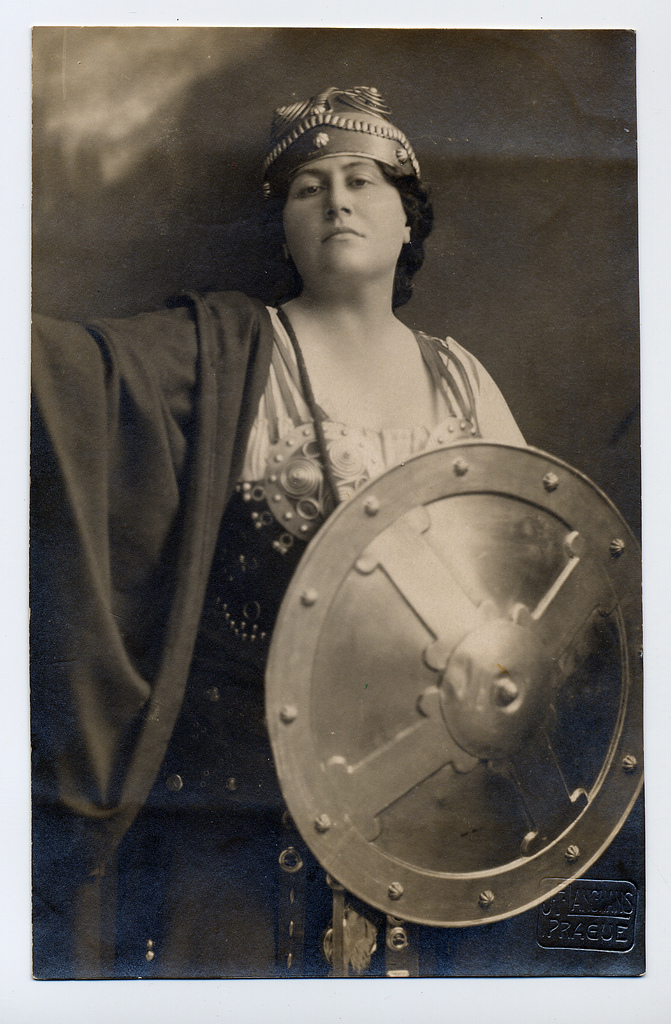
Ateliér J. F. Langhans: Ema Destinnová

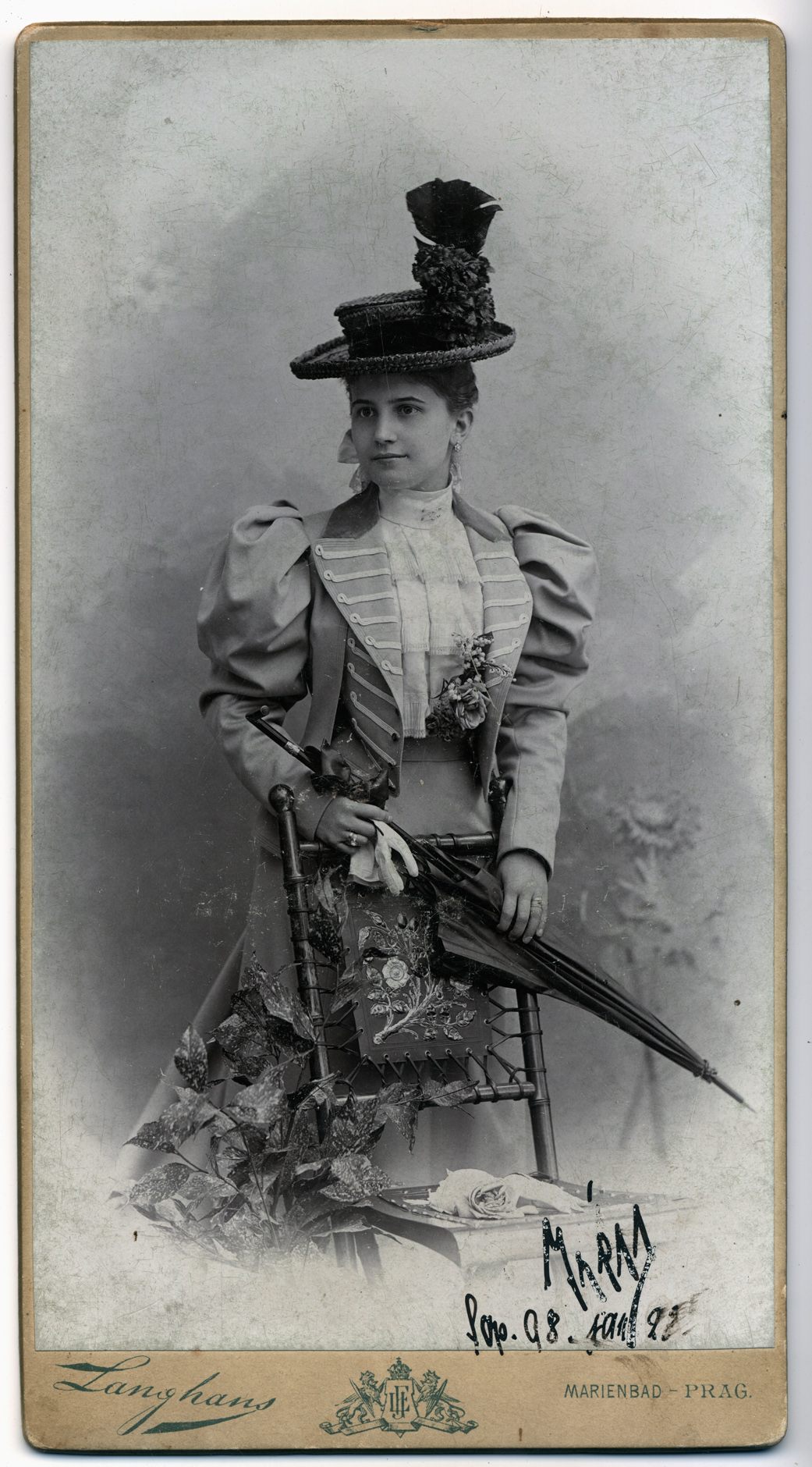
J. F. Langhans: Portrét neznámé dámy

Jan Nepomuk Langhans (9. července 1851 Klášter u Vilémova – 22. března 1928 Černošice) byl český portrétní fotograf, zakladatel společnosti J. F. Langhans s vlastními ateliéry v Praze, Jindřichově Hradci, Plzni, Českých Budějovicích, Hradci Králové, Náchodě a v Mariánských Lázních. Řadí se mezi průkopníky portrétní fotografie své doby (do roku 1918) jako byli například Jozef Božetech Klemens, Bedřich Anděl, Jindřich Eckert, František Fridrich, Wilhelm Horn, Eduard Kozič, Karol Divald, Alfons Mucha, Vladimír Jindřich Bufka, Anton Trčka nebo Karel Novák.
Langhans byl velmi inovativní při své práci, ale také v pojetí reklamy a grafiky. Měl výrazný firemní automobil, který byl zároveň mobilním reklamním panelem, vyráběl užitkové předměty, pohlednice, a nebránil se tehdejším novinkám – byl jedním z prvních, kdo využíval elektrické osvětlení.

## Životopis
Narodil se do početné rodiny Františka Langhanse, správce statku na pozemcích hraběte Jana Rudolfa Chotka z Chotkova v Nových Dvorech u Kutné Hory. Svého otce si velmi vážil, z jeho jména použil první písmeno v označení své firmy J. F. Langhans. Kromě úcty k otci to však mohl být vtipný obchodní trik, protože „F. J.“ byly iniciály císaře Františka Josefa I., které se všude objevovaly a které každý znal. Ve dvaadvaceti letech dokončil Langhans studium potravinářské chemie na vysoké škole technické v Praze.
Ve svých pětadvaceti letech (1876) založil fotografický ateliér v Jindřichově Hradci a po dvouletém provozování jej účelově přestavěl. Skromná dřevěná bouda měla částečně prosklenou boční stěnou uprostřed, vlevo temnou komoru a vpravo místo pro operátora.
V roce 1882 byl Langhans jako jeden z mála českých fotografů členem prestižní Fotografické společnosti ve Vídni. O čtyři roky později se oženil s devatenáctiletou Pavlou (Paulinou) Holubovou ze Svobody nad Úpou, se kterou měli dvě dcery, Paulinu a Marii.

### Dílo
Portréty z Langhansova ateliéru bývaly na přelomu 19. a 20. století v Praze velice oblíbené. V Praze tehdy pracovalo na čtyřicet fotoateliérů, a přesto se Langhans brzy zařadil mezi nejlepší pražské firmy. Jeho pražskému studiu se přezdívalo Továrna na fotografie, v roce 1907 tam pracovalo „asi 7 negativních a 8 pozitivních retušérů, 2 operátoři, 4 kopisté, 2 přijímací dámy, 1 účetní, 1 knihař a 1 sluha“.
Měl filiálky v Jindřichově Hradci (zal. 1876, podruhé 1885), Plzni, Českých Budějovicích (1898), Hradci Králové (1902) a v Náchodě (1920). Dne 20. května 1876 založil fotografický ateliér v Jindřichově Hradci a s přestávkami jej provozoval až do roku 1890. Dne 24. března 1880 získal povolení k fotografické živnosti v Praze ve Vodičkově ulici čp. 707 (č. 37), založil v něm ateliér a o dva roky později tento dům koupil. Dne 29. dubna 1887 otevřel filiálku v Mariánských Lázních, kde osobně portrétoval řadu významných lázeňských hostů, mezi nimi perského šacha a pozdějšího anglického krále Eduarda VII.
Mezi typický Langansův rukopis patřila úprava do ztracena s vymaskovaným okolím, která působila neobvykle dynamicky a bezprostředně.
V letech 1910 až 1911 pracoval v ateliéru Jana Langhanse v Praze Vladimír Jindřich Bufka, kde získával praktické zkušenosti, které mu umožnily otevřít si svůj vlastní profesionální ateliér v Praze.
V ateliéru fotografického závodu ve Vodičkově ulici v Praze nebo na jeho zahradě se natáčela celá řada filmů. Řadu z nich natáčel jeden z průkopníků české kinematografie Max Urban a hlavní role vytvořila jeho manželka a herečka Vinohradského divadla Andula Sedláčková. V roce 1912 tam byl natáčen český němý film Dáma s barzojem. Protože měl ateliér skleněnou střechu, Urban natáčel za normálního denního světla, přisvětloval pouze čtyřmi lampami, tzv. jupiterkami. Ve stejném roce se na stejném místě točil film Záhadný zločin (někdy uváděn jako Sensační případ), o rok později film Idyla ze staré Prahy.
V roce 1919 převzal prosperující firmu jeho zeť Viktor Meisner a mimo jiné navázal i na tradici portrétů významných osobností a přispěl tak k rozšíření jedinečného fotografického archivu.

### Úmrtí
Jan Langhans zemřel 22. března 1928 v Černošicích. Pohřben byl na Olšanských hřbitovech.

## Další osudy
V roce 1949 provozovna připadla družstvu Fotografia Praha, na což Langhansova vnučka vzpomíná takto:
| „                   | Jedné zimy na počátku padesátých let vyvezli znárodňovatelé celý archív na skládku v Kyjích. Otec přijel na místo s nadějí, že něco zachrání. Z hory skleněných střepů vybral asi dvacet celých nerozbitých kusů. Ty se pro mne staly v dětství vzpomínkou na tátův fotografický ateliér. | “ |
| — Zuzana Meisnerová | |   |

V roce 1991 byl rodině vrácen dům v restituci a před chystanou renovací paláce na podzim roku 1998 se ve staré skříni našly stovky krabic se skleněnými negativy. Podařilo se zachránit 8000 negativů z kategorií herci, zpěváci, spisovatelé, politici, cizinci v Čechách, průmyslníci a šlechta.
V květnu 2000 se při natáčení reportáže pro švýcarskou televizi podařilo objevit v pražském ateliéru další část archivu „Galerie osobností“. Například portréty výtvarníků Josefa Václava Myslbeka, Vojtěcha Hynaise, Alfonse Muchy, prezidentů Edvarda Beneše a Emila Háchy či hudebníků Jana Kubelíka a Josefa Suka, lékařů Josefa Thomayera, zakladatele české radiologie a léčebné rehabilitace Rudolfa Jedličky a zakladatele české endokrinologie Josefa Charváta.
V současné době (2010) se v pražské budově ve Vodičkově ulici nachází Langhans Galerie Praha.

## Galerie

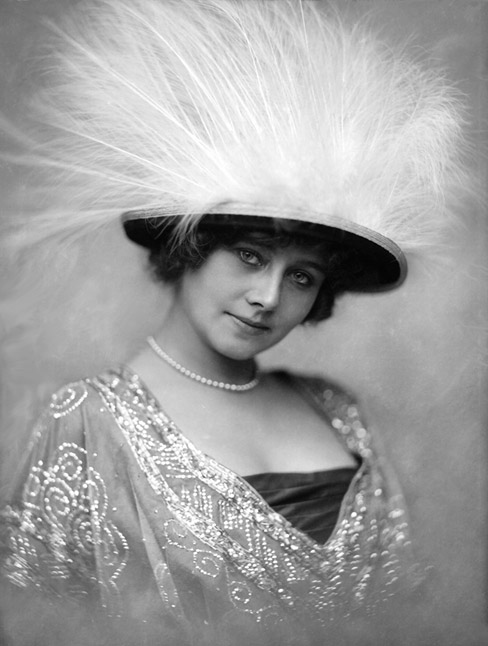
Herečka Andula Sedláčková (1887–1967)
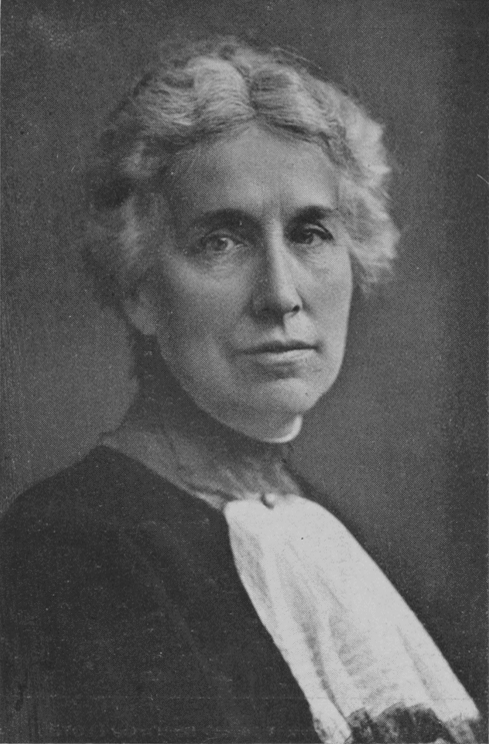
Spisovatelka Renata Tyršová (1854–1937)
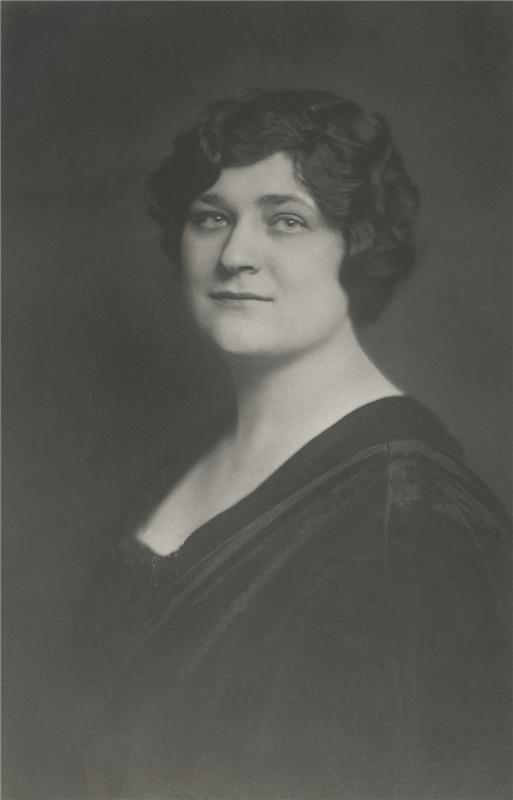
Herečka Růžena Nasková
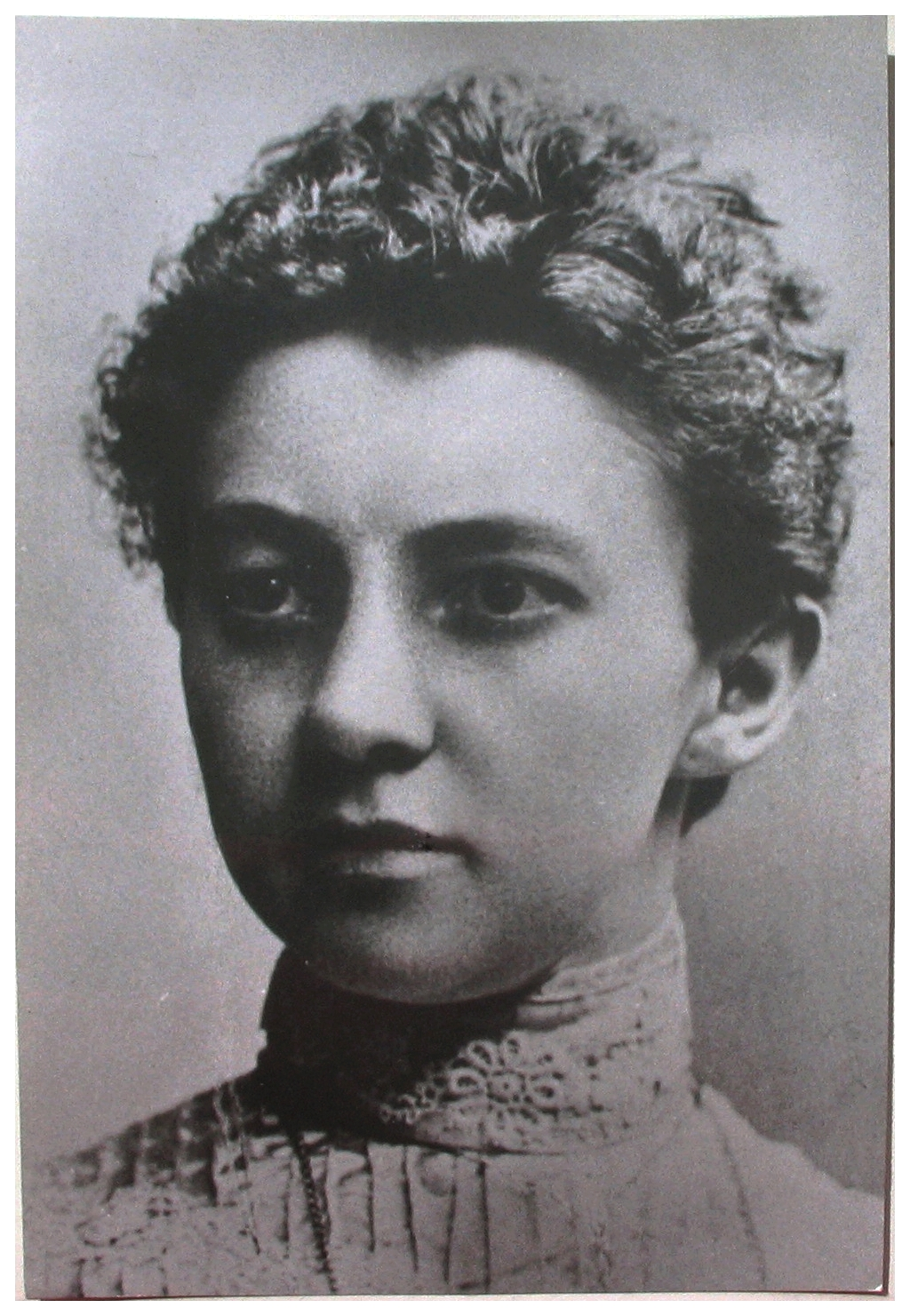
Lékařka Anna Honzáková
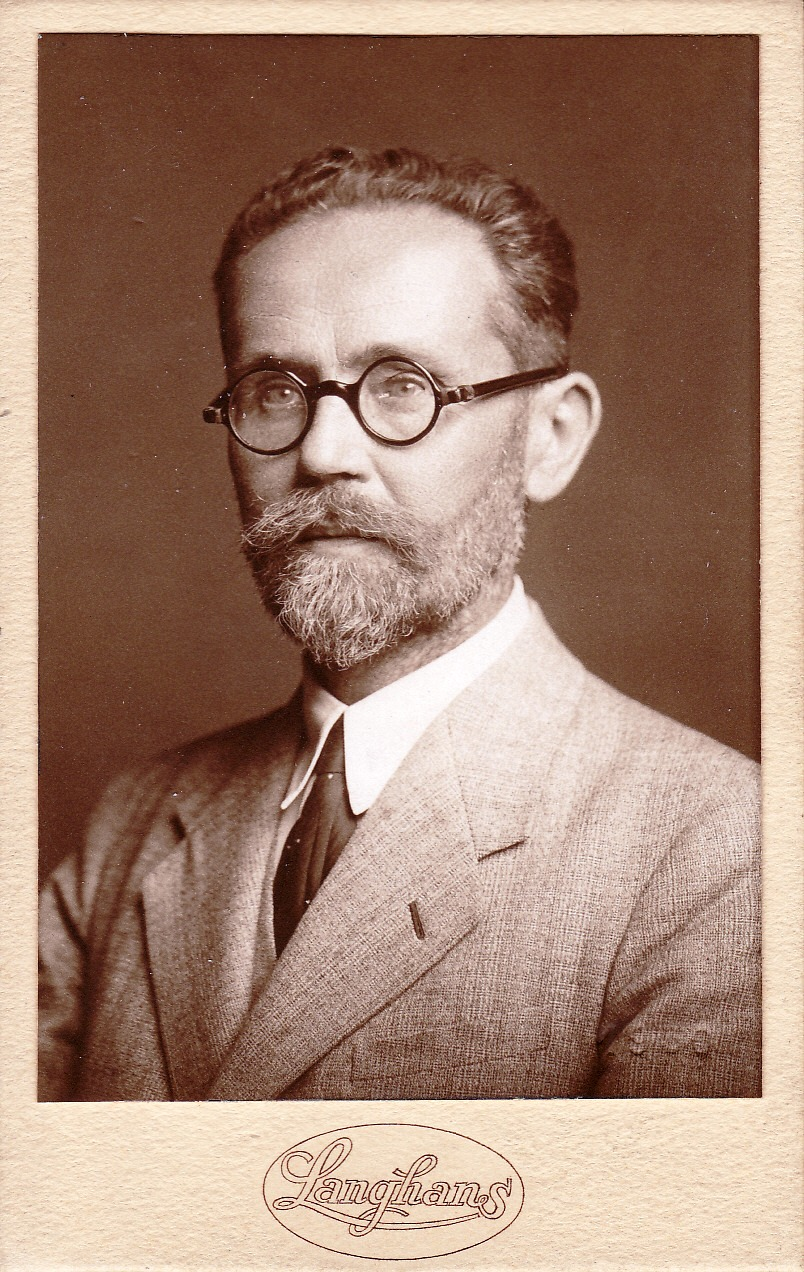
Astronom Prof. František Nušl, 1930
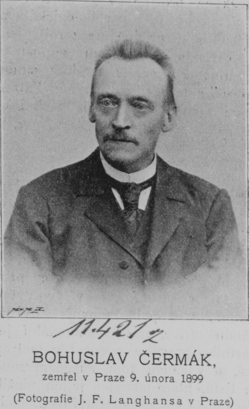
Spisovatel Bohuslav Čermák
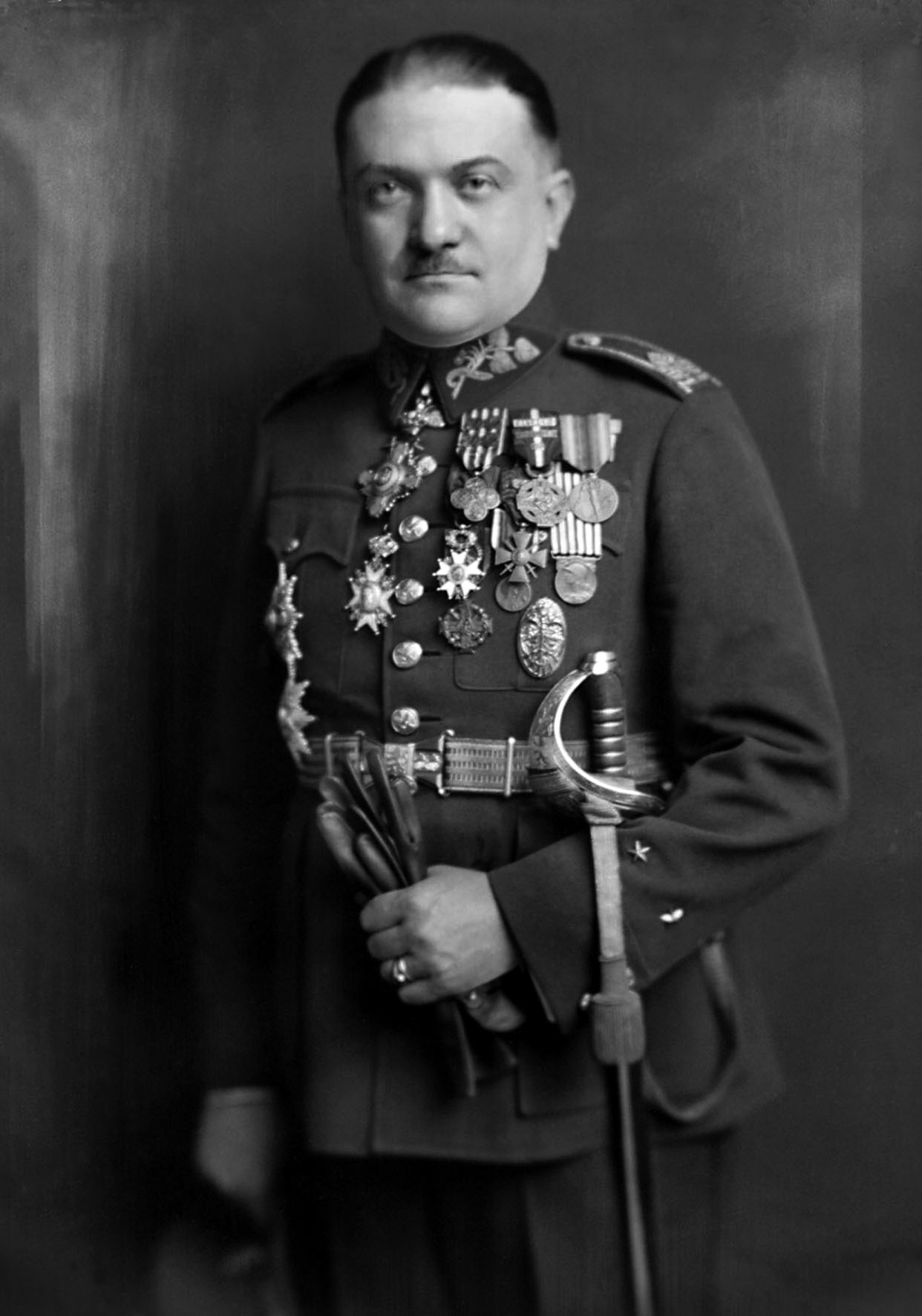
Generál Alois Eliáš
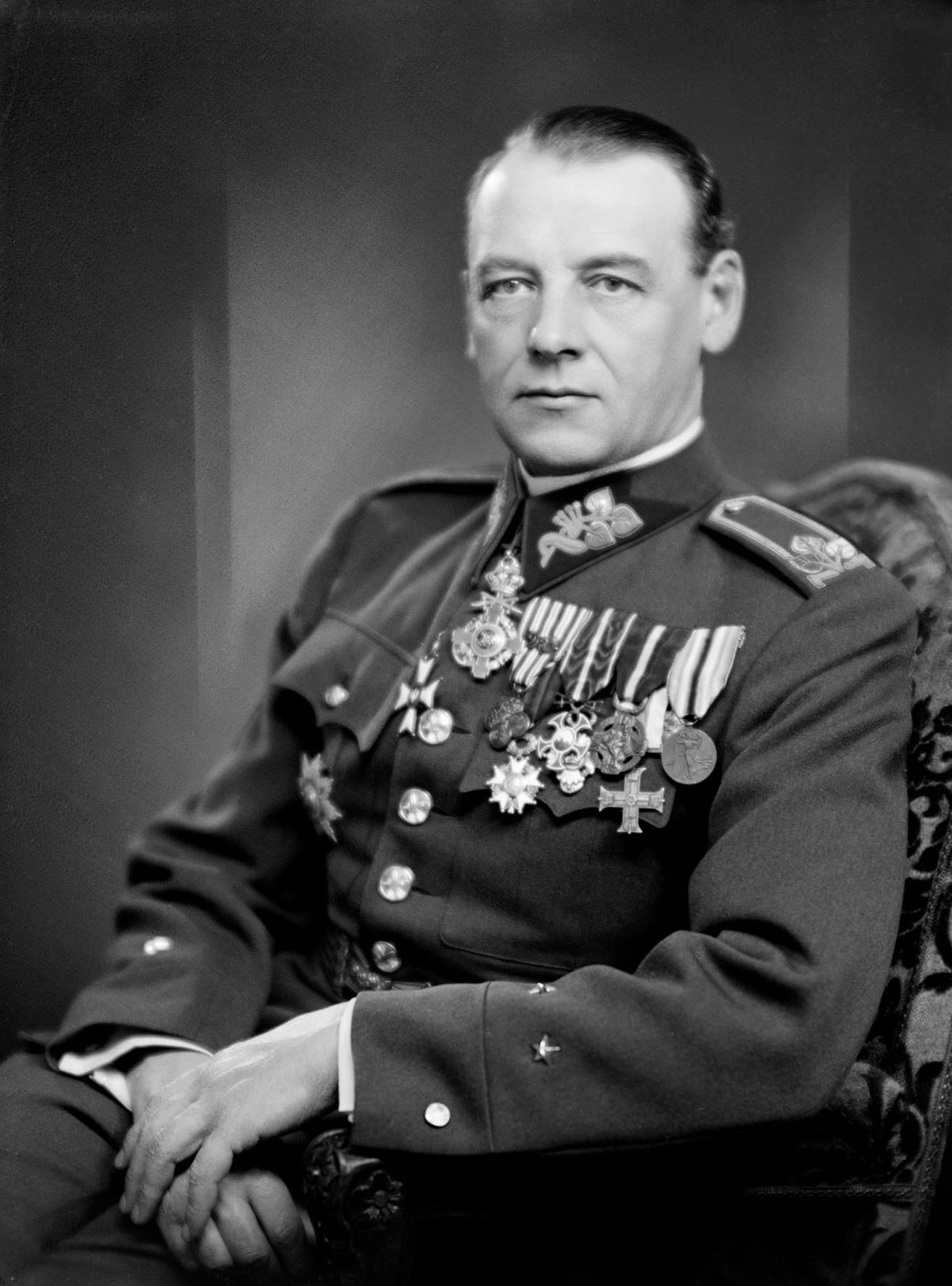
Generál Rudolf Viest